# Malacca (stat)
Malacca (Melaka) este al treilea cel mai mic stat federal din Malaysia. El ocupă ca. 1,3 % din suprafața țării, fiind compus din trei districte: Melaka Tengah (314 km²), Alor Gajah (660 km²) și Jasin (676 km²). Statul Malacca se află în regiunea de coastă din sud-estul peninsulei Malaysia, lângă Strâmtoarea Malacca.
Deși cel dintâi sultanat malaysian a fost cel al Malaccăi, acest stat nu mai este condus de către un sultan. Statul este condus de un guvernator, (în limba malaieză Yang Di-Pertuan Negeri), post ocupat în momentul de față (2009) de Tun Datuk Seri Utama Mohd. Khalil b. Yaakob, fost ministru al Informației al Malaysiei.

## Istorie
Prima mențiune scrisă cunoscută despre Malacca provine dintr-un text chinez, Ko Kwo Yi Yu, care menționează o misiune chineză în Malacca în anul 1403. În acest text găsim o listă de cuvinte în limba malaieză transcrise în caractere chinezești, cu traducerea lor în limba chineză.
Potrivit tradiției, Malacca a fost fondată în anul 1400 de către Parameswara, un prinț din cetatea hindo-buddhistă Palembang (la sud de Sumatra) care a refuzat suzeranitatea regatului javanez Majapahit și a părăsit Palembang. Malacca a revendicat suzeranitatea asupra Palembag-ului, dar China a sprijinit Majapahit-ul.

## Geografie
Malacca este situată pe coasta de sud-vest a Peninsulei Malaieze, în fața Sumatrei, statele Negeri Sembilan la nord, iar Johor la est.
- Suprafața: 1650 km²
- Populația (2001): 648 500 de locuitori; (2005): 713.000 de locuitori
- Capitala statului: Bandar Melaka

## Demografie
Malaiezii (50%) și chinezii (40%) constutie cele două grupuri etnice principale, indienii formând un grup etnic minoritar. Există și o minoritate eurasiană descedentă a metișilor portughezi din Malacca. Ei vorbesc o veche creolă portugheză numită Cristao, numită și Papia Kristang.

## Galerie de imagini

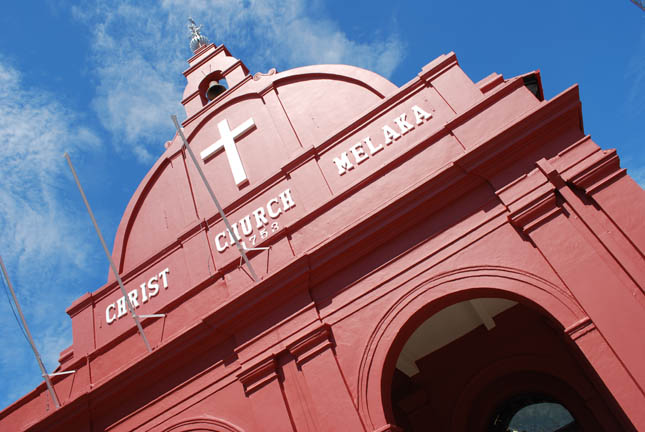
Christ Church Malacca
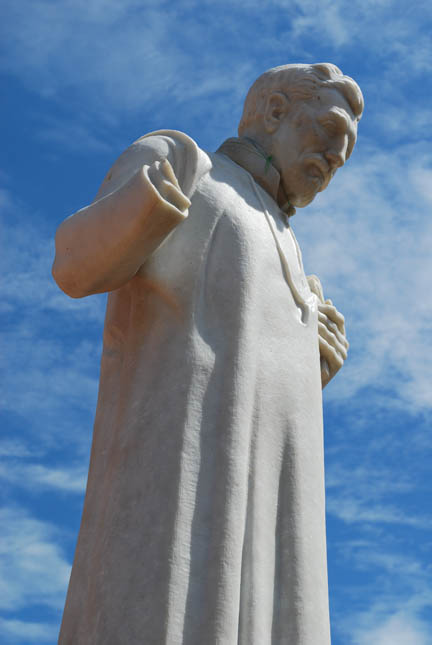
Statuia Sfântului François Xavier / Franciscus Xaverius
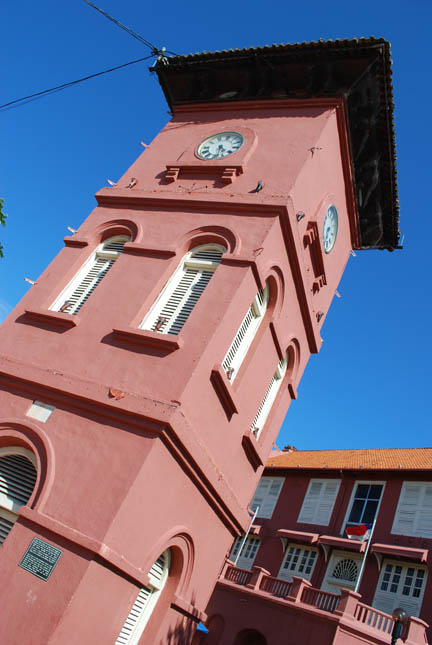
Turnul cu ceas Tan Beng Swee
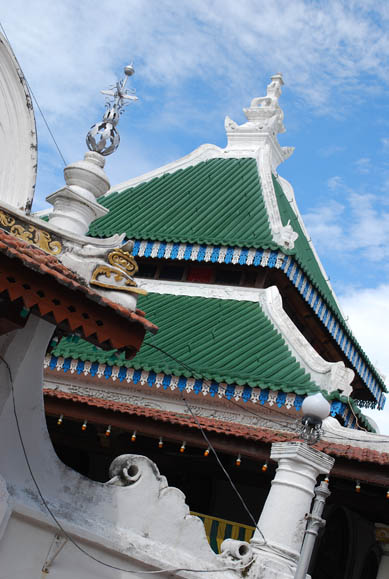
Moscheia Kampong Kling
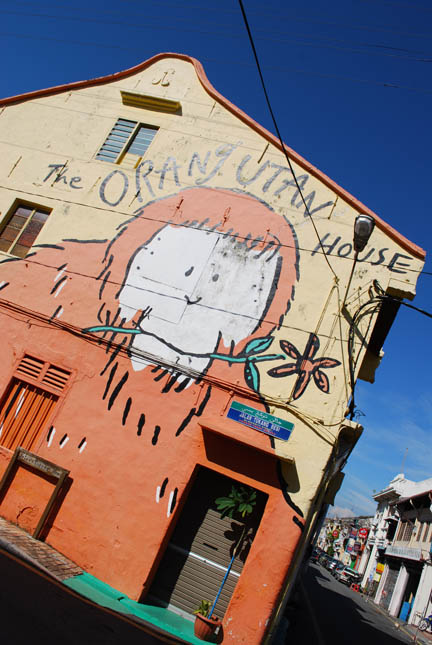
Orang Utan House
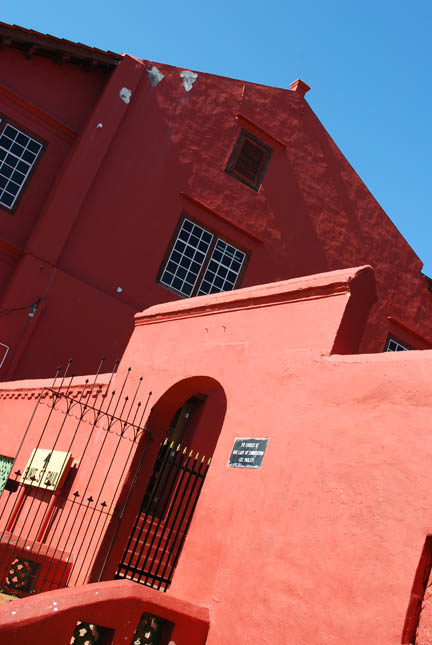
Clădiri istorice - Historical Buildings
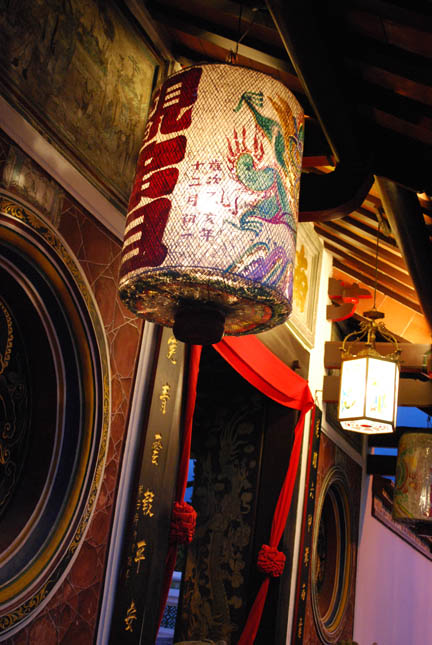
Templul Cheng Hoon Teng
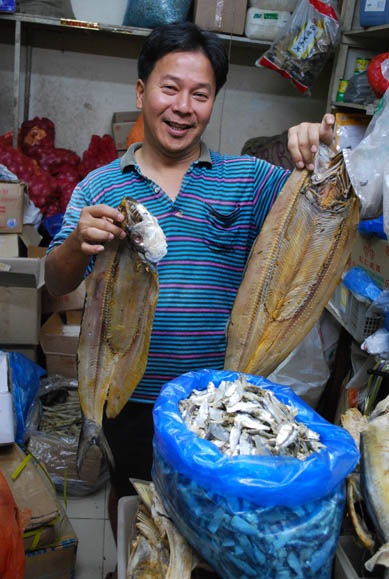
Malacca: Piaţa mare